# 天蠶土豆
天蠶土豆（1989年12月28日—），本名李虎，四川德陽人，中国大陆網路作家。2009年連載的玄幻小說《鬥破苍穹》在起点中文网获得了1亿4千多万的点击率，使其一举成名。在2014年中国網路作家富豪榜中位列前三。

## 生平
2008年4月，憑藉於起點中文網發表的首部小說《魔獸劍聖異界縱橫》榮獲新人王。
2009年4月，憑藉超高人氣小說《斗破苍穹》成為網络小說人氣王。
2011年7月，新書《武动乾坤》一經發布，創下起點小說正文零字數上百萬點擊的記錄。
2014年7月，擔任浙江省网络作家协会副主席。
2016年7月，天蠶土豆正式創立上海未天文化傳媒有限公司，并亲任公司董事长。
2017年9月14日，天蠶土豆召開新書《元尊》發表會，宣布將在其他小說閱讀平台發布新作。

## 主要作品
| 作品                 | 發布網站   | 狀態   | 發布時間      | 完結時間      |
| -------------------- | ---------- | ------ | ------------- | ------------- |
| 《魔獸劍聖異界縱橫》 | 起點中文網 | 已完結 | 2008年4月24日 | 2009年4月16日 |
| 《鬥破蒼穹》         | 起點中文網 | 已完結 | 2009年4月14日 | 2011年7月20日 |
| 《武動乾坤》         | 起點中文網 | 已完結 | 2011年7月20日 | 2013年5月16日 |
| 《大主宰》           | 起點中文網 | 已完結 | 2013年7月1日  | 2017年7月8日  |
| 《元尊》             | 縱橫中文網 | 已完結 | 2017年9月14日 | 2021年1月30日 |
| 《萬相之王》         | 縱橫中文網 | 連載中 | 2021年4月10日 | 連載中        |